# Lotta ai II Giochi olimpici giovanili estivi
Gli incontri di Lotta ai II Giochi olimpici giovanili estivi si sono svolti dal 25 al 27 agosto 2014 al Longjiang Gymnasium di Nanchino. Sono state assegnate dieci medaglie d'oro in campo maschile (cinque nella lotta greco-romana e cinque nella lotta libera) e quattro in campo femminile (tutte nella lotta libera).

## Podi

### Uomini
| Evento             | Oro               | Argento         | Bronzo                    |
| Lotta greco-romana |                   |                 |                           |
| fino a 42 kg       | Ri Seung          | Faith Aslan     | Oleksii Masyk             |
| fino a 50 kg       | Ilkhom Bakhromov  | Jabbar Najafov  | Mohammadreza Aghaniachari |
| fino a 58 kg       | Arslan Zubairov   | Zaven Mikaelyan | Keramat Abdevali          |
| fino a 69 kg       | Islambek Dadov    | Mason Manville  | Yevgeniy Polivadov        |
| fino a 85 kg       | Mark Bemalian     | Kiril Milov     | Ahmed Ahmed               |
| Lotta libera       |                   |                 |                           |
| fino a 46 kg       | Ismail Gadzhiev   | Cade Olivas     | Cabbar Duyum              |
| fino a 54 kg       | Mukhambet Kuatbek | Daton Fix       | Vaghinak Matevosyan       |
| fino a 63 kg       | Teymur Mammadov   | Anthony Montero | Iveriko Julakidze         |
| fino a 76 kg       | Yajuro Yamasaki   | Meki Simonia    | Sargis Hovsepyan          |
| fino a 100 kg      | Igbal Hajizada    | Dmitri Ceacusta | Abdalla Elgizawee         |

### Donne
| Evento       | Oro              | Argento          | Bronzo           |
| Lotta libera |                  |                  |                  |
| fino a 46 kg | Kim Sonhyang     | Dulguun Bolormaa | Tatiana Doncila  |
| fino a 52 kg | Mayu Mukaida     | Leyla Gurbanova  | Olena Kremzer    |
| fino a 60 kg | Grace Bullen     | Pei Xingru       | Koumba Larroque  |
| fino a 70 kg | Daria Shisterova | Tugba Kilic      | Natalia Strzałka |